# Minthea reticulata
Minthea reticulata là một loài bọ cánh cứng trong họ Bostrichidae. Loài này được Lesne miêu tả khoa học năm 1931.

## Hình ảnh

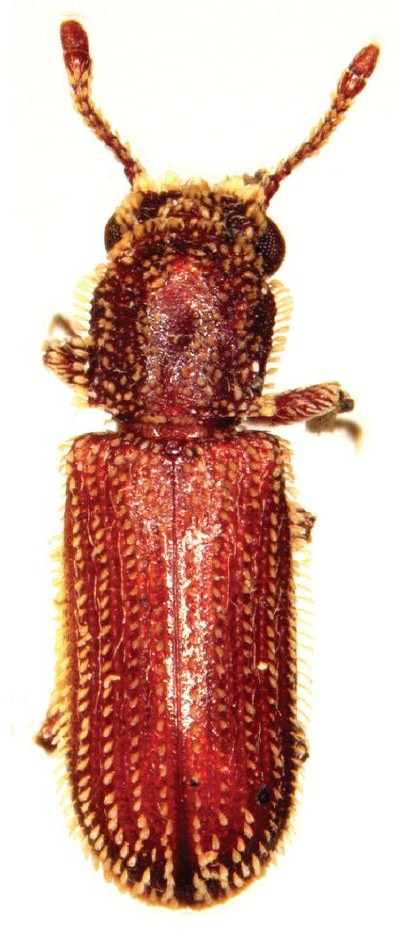